# Screen Violence
Screen Violence è il quarto album in studio del gruppo musicale scozzese Chvrches, pubblicato nel 2021.

## Tracce
1. Asking for a Friend – 5:05
2. He Said She Said – 3:09
3. California – 4:08
4. Violent Delights – 5:20
5. How Not to Drown (con Robert Smith) – 5:31
6. Final Girl – 4:30
7. Good Girls – 3:19
8. Lullabies – 3:45
9. Nightmares – 4:34
10. Better If You Don't – 3:32

Screen Violence (Director's Cut) - Tracce Bonus
1. Killer – 3:20
2. Screaming – 3:34
3. Bitter End – 4:38

## Formazione
- Lauren Mayberry – voce, tastiera, percussioni
- Iain Cook – tastiera, programmazioni, chitarra, basso
- Martin Doherty – tastiera, programmazioni, chitarra, basso, voce (traccia 4)